# Светски програм за храну
Светски програм за храну (енгл. World Food Programme - WFP) је огранак агенције Уједињених нација (УН) за храну и пољопривреду (ФАО), који прикупља и дистрибуира храну и друге потрепштине за популације које пате од природних катастрофа и глади. Помаже нацијама у којима постоји таква популација у пријему и дистрибуцији хране. Седиште се налази у Риму. Програми развоја тренутно чине само 20% програма WFP. Знатно већи део активности обухвата помоћ земљама са избегличким кризама и директно избеглицама, до решавања њиховог статуса. У оквиру нове миленијумске агенде УН један од централних циљева Светског програма за храну је искорењивање глади до 2015. године. Добитник је Нобелове награде за мир за 2020. годину.